# Alphonse della Faille de Leverghem
Alphonse della Faille de Leverghem, né à Anvers le 31 juillet 1809 et mort à Anvers le 2 avril 1879, est un homme politique belge.

## Fonctions et mandats
- Bourgmestre de Booischot : 1836-1839
- Conseiller provincial d'Anvers : 1838-1854, 1862-1877
- Député permanent d'Anvers : 1839-1840, 1842-1854, 1869-1877
- Membre de la Chambre des représentants de Belgique : 1854 - 1857

## Sources
- Yves SCHMITZ, Les della Faille, Brussel, Van Buggenhoudt, 1965-1974, 6 vol.
- Oscar COOMANS DE BRACHÈNE, État présent de la noblesse belge, Annuaire 1988, Brussel, 1988
- Jean-Luc DE PAEPE en Christiane RAINDORF-GERARD (red.), Le Parlement belge, 1831-1894. Données biographiques, Brussel, Académie royale des sciences, des lettres et des beaux-arts de Belgique, 1996.

- Ressource relative à plusieurs domaines :   - ODIS